# Hans Nyström (allmänpsykiater)
Johan Olov Hans Nyström, född 19 juni 1903 i Björkviks församling, Södermanlands län, död 10 januari 1979 i Nyköpings östra församling, Södermanlands län, var en svensk psykiater. 
Nyström, som var son till handlanden Karl Nyström och Johanna Bylund, avlade studentexamen i Borås 1923, blev medicine kandidat 1928 och medicine licentiat vid Karolinska institutet i Stockholm 1934. Han tjänstgjorde vid olika mentalsjukhus 1934–1937, var assistentläkare på Mariestads lasarett 1936, tillförordnad underläkare på Ludvika lasarett 1937, andre läkare på Vipeholms sjukhus 1937 och Furunäsets sjukhus 1939, förste läkare på Ulleråkers sjukhus 1946–1948, överläkare vid sinnessjukavdelningen på fångvårdsanstalten i Härnösand 1949, på Sidsjöns sjukhus 1951–1958 och på Sankta Annas sjukhus i Nyköping 1959–1969. Han var föredragande i rättspsykiatriska ärenden i Medicinalstyrelsen 1948.
Nyström var från 1938 till sin bortgång gift med Ingeborg Olofsson (1902–1980).